# Клиент-центрированная психотерапия
Клиент-центрированная психотерапия — метод психотерапии, предложенный Карлом Роджерсом (1902—1987), американским психотерапевтом, который радикально перевернул основное понимание психотерапии: не терапевт, а клиент является экспертом самому себе.
Роджерс утверждал, что «медицинская модель — с влиянием диагноза патологического поведения, методов лечения, а также желанием выздоровления является полностью несоответствующей моделью для обращения с психически нуждающимся или имеющим отклонения в поведении индивидом».

##### Концепция клиент-центрированной психотерапии
Центральную гипотезу клиент-центрированной психотерапии Роджерс сформулировал так: «Каждый из нас имеет в себе самом обширные ресурсы для понимания собственной сущности, для изменения собственной Я-концепции, установок, отношения к себе и поведения».
Но для того, чтобы эти ресурсы лучше высвобождались, необходимо создать условия. «Человек может научиться использовать эти ресурсы, только оказавшись в условиях особых, поддерживающих, фасилитирующих взаимоотношений».
Эти установки Роджерс обозначает как «операционную философию терапевта» и как «путь контакта с клиентом».
Он точно и выразительно сформулировал свою концепцию психотерапии в форме шести «необходимых и достаточных условий для развития личности посредством психотерапии», подчёркивая значение базового терапевтического отношения.
Это стимулировало исследования в области психотерапии и оказало значительное влияние на понимание психотерапии в целом. Эти условия являются основой клиент-центрированной психотерапии.

## Терапевтические условия
Для того, чтобы осуществить конструктивные изменения в личности клиента Карл Роджерс предложил шесть терапевтических условий:
1. Два человека находятся друг с другом в реальном психологическом контакте. Под психологическим контактом подразумевается интенсивно переживаемое отношение, когда лица, участвующие в нём, эмоционально затрагивают друг друга. Именно в таком взаимодействии осуществляется позитивное изменение личности.
2. Клиент находится в состоянии неконгруэнтности. Неконгруэнтность возникает, когда переживание организма отрицается или искажается, чтобы поддержать представление о себе. То есть неконгруэнтность означает неумение признать и эмпатически понять собственное переживание.
3. Психотерапевт конгруэнтен. Это базисная способность терапевта распознавать собственные внутренние переживания, полагаться на переживаемые в текущий момент чувства в своих отношениях с клиентом и очевидным образом проявлять их в терапевтических отношениях. Это не позволяет ему играть роль или демонстрировать фасад. Его слова согласуются с переживаниями. Он следует за самим собой. Он следует за меняющимся потоком собственных чувств и проявляет себя. В этом он прозрачен.
4. Терапевт испытывает безусловное уважительное отношение к личности клиента. Потребность в безусловном позитивном отношении имеет в концепции личностной модели клиент-центрированной терапии важнейшее значение, как для возникновения самости, так и для её развития.
5. Терапевт эмпатически воспринимает систему внутренних смыслов и переживаний клиента. Понимание мира клиента так, как он (клиент) его видит, является фундаментальным фактором терапевтического изменения. «Исключительное сосредоточение терапии на текущем феноменологическом опыте клиента и является смыслом понятия „клиент-центрированная“».
6. Клиент хотя бы в минимальной степени может воспринимать безусловное положительное отношение и эмпатическое понимание со стороны терапевта. Основные терапевтические установки не могут ни на что повлиять, если клиент не воспринимает их как таковые.

## Основные направления современной клиент-центрированной психотерапии
1. Фундаменталисты. Представители этого направления радикально настаивают на выполнении базовых установок и полном исключении преднамеренности. С их точки зрения, единственная цель клиент-центрированной психотерапии состоит в том, чтобы передать клиенту предложение отношений таким образом, чтобы он воспринимал безусловное уважение и эмпатию терапевта как таковые.
2. Экспириентальное направление. Берёт начало из работ Юджина Джендлина. Его основная идея состоит в том, что для терапевтического изменения необходимо определённое качество переживания, которое не возникает само по себе.
3. Фокусинг-ориентированная психотерапия (F-OC). Первостепенной задачей фокусирования является поддержка клиентов в том, чтобы они сами способствовали возникновению шагов для преодоления проблем и для личностного роста.
4. Процессуально-экспириентальная терапия. Это специфическое направление в рамках клиент-центрированной психотерапии, которое концентрируется на переживании и работе с проблемными случаями переживания.
5. Целеориентированная клиент-центрированная терапия. Разработана Райнером Захсе для клиентов, страдающих психосоматическими расстройствами. Этот подход оказался успешным в работе с клиентами, которые ранее рассматривались как «очень трудные» или едва поддающиеся лечению. Сложность состоит в том, что клиенты, страдающие психосоматическими расстройствами, во-первых, демонстрируют низкий уровень самоисследования в терапевтическом процессе; во-вторых, имеют крайне низкую мотивацию бороться со своими внутренними проблемами; в-третьих, избегают любого прояснения или объяснения собственного вклада в проблему, практически не реагируют на интервенции терапевта.

## Исследования
В области терапии, центрированной на клиенте, проводилось множество исследований по различным направлениям. Так, в исследованиях локуса оценки (то есть воспринимаемого источника ценностей) было выяснено, что у клиентов проявляется тенденция к уменьшению зависимости от ожиданий и ценностей окружающих, а также к увеличению зависимости от имеющегося опыта. Кроме того было доказано, что после такой психотерапии клиент с меньшим волнением воспринимает ситуации эмоционального стресса и фрустрации.
Если говорить о «Я-концепции», то в ходе терапии происходят изменения, главным образом касающиеся «Я-идеального», которое становится более достижимым. Значительно повышается степень самопринятия, понимания самого себя. Отношения с другими людьми приносят бо́льшее удовлетворение, чем до терапии.
Исследования в этой области также показали, что более успешны действия того консультанта, который проявляет в отношении клиента теплоту и искренний интерес.
Подход Роджерса используется при консультировании и терапии в таких областях как образование, расовые отношения, семейные отношения, политика и менеджмент. Терапия, центрированная на клиенте, до сих пор весьма популярна, и останется таковой, без сомнения, ещё много лет.